# Casa das Irmãs Perry
A Casa das Irmãs Perry é uma construção de 1845, realizada por Richard Heath, de origem inglesa radicado no Brasil. Apesar de ser um patrimônio tombado, foi danificado por um incêndio e encontra-se em abandono.

## História
A Casa das Irmãs Perry, ou Quinta das Magnólias, foi construída por Richard Heath em 1845, que escolheu trocar sua Fazenda Constância por uma chácara na povoação ainda tranquila que surgia na Várzea. Ele era administrador das fazendas de George March, mais especificamente a Fazenda dos Órgãos e a Fazenda Paquequer. March era conhecido por ser o desbravador e colonizador das terras onde atualmente localiza-se a cidade de Teresópolis. As propriedades e ambos, Richard e George, ficavam próximas.
A descrição da propriedade foi relatada pelo viajante inglês que se hospedou na residência de Richard Heath em 1861, Thomas Woodbine Hinchliff. Segundo seus comentários, o jardim situava-se em uma área aberta em plena mata virgem com o rio Paquequer passando ao fundo da construção. Também descrevia Richard Heath totalmente adaptado à região, servindo de conselheiro da vizinhança e prestando até alguns serviços médicos por estar familiarizado com as doenças locais inclusive mordidas de cobras.
Em 1868 a casa foi comprada por Antônio Augusto da Silva Costa, sogro de Felinto Perry. Ao falecer, a residência passou para as filhas de Felinto: Yvone, Evangelina e Sylvia Perry, as irmãs Perry.
Seu tombamento foi realizado a pedido das proprietárias, que apesar de não possuir características arquitetônicas marcantes, representava a forma de viver de uma época. Por não possuírem descendentes, as Irmãs Perry já em idade avançada, não mediram esforços para o tombamento da casa que estava em propriedade da família desde 1868. Apesar de terem conseguido o tombamento pelo INEPAC (Instituto Estadual de Patrimônio Cultural) em 1983, o descaso levou a um incêndio e abandono, restando somente os escombros.

## Arquitetura
A Casa das Irmãs Perry está localizada na avenida Provincial, atualmente Delfim Moreira, possui um terreno arborizado grandes dimensões. É uma casa de um único pavimento, alinhada com a avenida. Em sua fachada estão janelas de guilhotina com caixilhos de vidro, possui uma arquitetura comum das primeiras décadas do século XIX e alguns outros elementos do estilo neoclássico.